# Sultan Mohammad Dost
Sultan Mohammad Dost (ur. 10 maja 1932 w Kabulu) – afgański zapaśnik walczący w stylu wolnym. Olimpijczyk z Rzymu 1960, gdzie zajął siedemnaste miejsce w kategorii do 73 kg.

## Letnie Igrzyska Olimpijskie 1960
| Konkurencja      | Rundy eliminacyjne | Rundy eliminacyjne | Klas. końcowa |
| Konkurencja      | Przeciwnik I       | Przeciwnik II      | Miejsce       |
| ---------------- | ------------------ | ------------------ | ------------- |
| 73 kg styl wolny | Juan Rolón (ARG) P | Peter Amey (GBR) P | 17.           |